# گووه‌کند
گووه‌کند (به لاتین: Güvəkənd) یک منطقه مسکونی در جمهوری آذربایجان است که در شهرستان آق‌داش واقع‌شده‌است. گووه‌کند ۱۴۸۶ نفر جمعیت دارد.